# Baliosus viridanus
Baliosus viridanus es un insecto coleóptero de la familia Chrysomelidae.
Fue descrita científicamente por primera vez en 1885 por Baly.